# Повіт Хайбара
Пові́т Ха́йбара (яп. 榛原郡, はいばらぐん, МФА: [hai̯baɾa guɴ]) — повіт в префектурі Сідзуока, Японія. 
Станом на липень 2012:
- кадастрова площа 517,56 км²
- населення 37 550 (оцінка)
- густота населення 72,6 осіб/км²